# Burak Çebi
Burak Çebi (* 7. Mai 1985 in İzmir) ist ein deutscher Pianist türkischer Herkunft.

## Werdegang
Burak Çebi wuchs in einer Musikerfamilie auf, die seit Generationen mit der westlich-klassischen Musik verbunden ist. Den ersten Zugang zum Klavier erhielt er im Alter von fünf Jahren durch seinen Vater, der ebenfalls Pianist ist. Mit sechs Jahren erhielt er Klavierunterricht. Kurz darauf wurde er im staatlichen Konservatorium an der Dokuz-Eylül-Universität Izmir aufgenommen. Mit 18 Jahren absolvierte er das Konservatorium in Izmir und zog nach Deutschland. Er begann mit dem Studium an der Hochschule für Musik Nürnberg und schloss dieses im Jahr 2011 mit dem Meisterklassenabschluss im Fach Klavier ab.
Burak Çebi gewann den 1. Preis beim Internationalen Klavierwettbewerb Orchestra Sion 2013 in İstanbul. sowie den 2. Preis beim Internationalen Klavierwettbewerb Ciudad di Orihuela 2016 in Spanien und ebenfalls den 2. Preis beim Klavierwettbewerb Musica Enharmonia 2016 in Rimini, Italien.
Danach Jahren konzertierte er in Berlin (Musikinstrumentenmuseum, Französischer Dom, Haus des Rundfunks), München (Steinway-Haus), Bayreuth (Steingraeber-Haus), İstanbul (Notre Dame de Sion, Cemal Resit Rey Konser Salonu), Ankara (Bilkent Konser Salonu) İzmir (AASSM, Hikmet Simsek Hall), Bourges (Frankreich), Fürth (Stadttheater), Heilbronn, Bamberg, Ingolstadt, Neustadt, Trier und vielen anderen Städten. Er wirkte bei Meisterkursen und Konzerten, sowie bei Veranstaltungen der „Klavier Akademie Freiburg 2011“, „Geza-Anda-Klaviertage 2011“ in Berlin, „Heidelberger Frühling 2010“, Internationale Kammermusik
Meisterkurse in Schaffhausen, Klavierfestival „Chance 2009“ am Tegernsee mit. Im Rahmen des Projekts „Hochschulklänge“, unterstützt durch die Hochschule für Musik Nürnberg und den Studienzentrum Neumarkt, gab er einen Klavierabend anlässlich des 200. Geburtstages von Robert Schumann im Reitstadel Neumarkt.
Sein Solo-Debüt erfolgte im Jahr 2002 in Izmir, das Debüt mit Orchester im Jahr 2007 mit dem Staatlichen Orchester in Izmir unter der Leitung von Ibrahim Yazici mit
dem 4. Klavierkonzert von Ludwig van Beethoven. Sein Debüt in Berlin mit der Berliner Camerata erfolgte im Jahr 2012 mit dem Klavierkonzert Nr. 9 'Jeunehomme' von Wolfgang Amadeus Mozart.
Er studierte in Nürnberg in der Klavierklasse von Ingeborg Schmidt-Noll und sammelte unter anderem Erfahrungen bei zahlreichen Meisterkursen renommierter Künstler, wie Jean-Francois Antonioli, Bernd Glemser, Jura Margulis, Wolfgang Manz, Werner Bärtschi. Seine Begegnung und die daraus entstandene Zusammenarbeit mit seinem Mentor, dem Pianisten Hüseyin Sermet, spielt eine große Rolle in seiner Laufbahn.
Burak Çebi wurde mit den Stipendien des DAAD und der Sparda-Bank Nürnberg ausgezeichnet und ist Stipendiat des Wagner-Verbandes. Außerdem gewann er beim Internationalen Wettbewerb „Klavierpodium 2008“ mehrere Preise und erreichte 2009 das Semi Finale beim „Concours Vibrarte Paris“. Ebenfalls ist er Preisträger des Nürnberger Kammermusik-Wettbewerbs vom Mozart-Verein 2011.
Er ist ebenfalls im Lied- und Kammermusikbereich aktiv und spielte mehrmals für die Internationale Stiftung zur Förderung von Kultur und Zivilisation. Im Rahmen der Berliner Kammermusik-Konzertreihe Prelude Concerts trat er auf. Mit der Sopranistin Anne-Katrin Steffens tritt er regelmäßig als Lied-Duo in verschiedenen Städten auf.
Burak Çebi lebt seit Ende 2011 in Berlin und ist Lehrbeauftragter an der Universität der Künste Berlin.